# アシェーア
アシェーア（イタリア語: Ascea）は、イタリア共和国カンパニア州サレルノ県にある、人口約5,900人の基礎自治体（コムーネ）。
ヴェーリア地区に古代ギリシア都市エレア（古代ローマ都市ウェリア）の遺跡があり、ユネスコの世界遺産に登録されている。

## 地理

### 位置・広がり
サレルノ県南部、チレントに位置する。

#### 隣接コムーネ
- カザール・ヴェリーノ
- カステルヌオーヴォ・チレント
- チェラーゾ
- ピショッタ
- サン・マウロ・ラ・ブルーカ

## 行政

### 分離集落
アシェーアには、以下の分離集落（フラツィオーネ）がある。
- Catona, Mandia, Baronia-Stampella, Marina di Ascea, Terradura

## 文化・観光
- ヴェーリア (アシェーア)

## 人物
- パルメニデス - 古代ギリシアの哲学者。エレア派の始祖。